# متروی صوفیه
متروی صوفیه (بلغاری: Софийско метро) سامانه قطار شهری زیرزمینی در صوفیه، بلغارستان است.
این مترو که در تاریخ ۲۸ ژانویه ۱۹۹۸ تأسیس شده دارای ۳ خط، ۴۶ ایستگاه و ۵۲ کیلومتر طول می‌باشد.

## نقشه

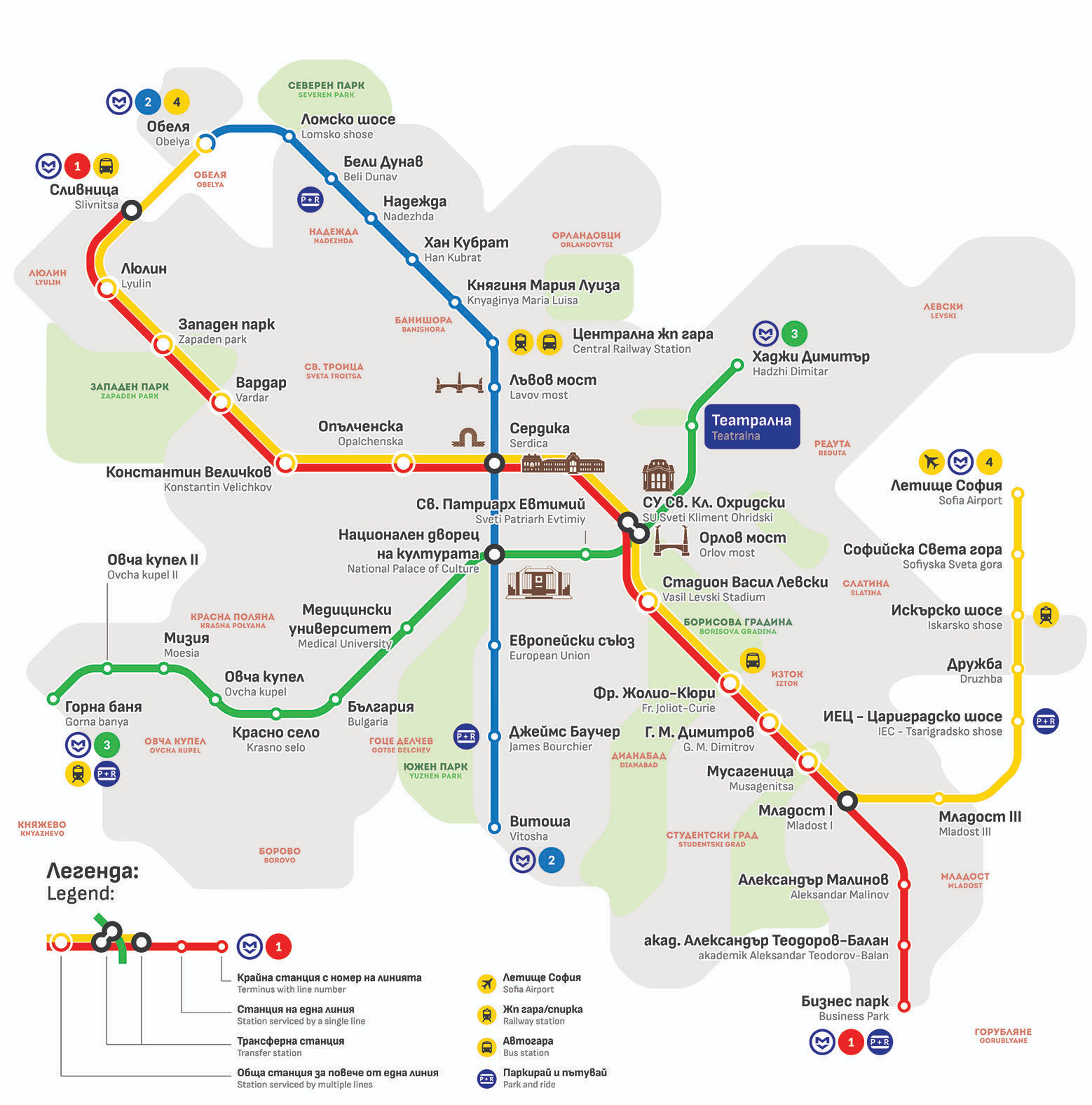

## نگارخانه

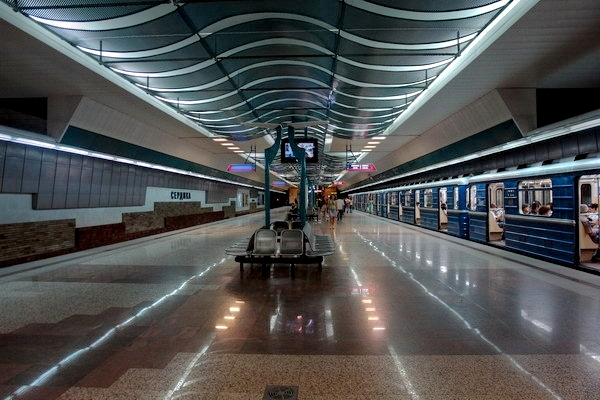
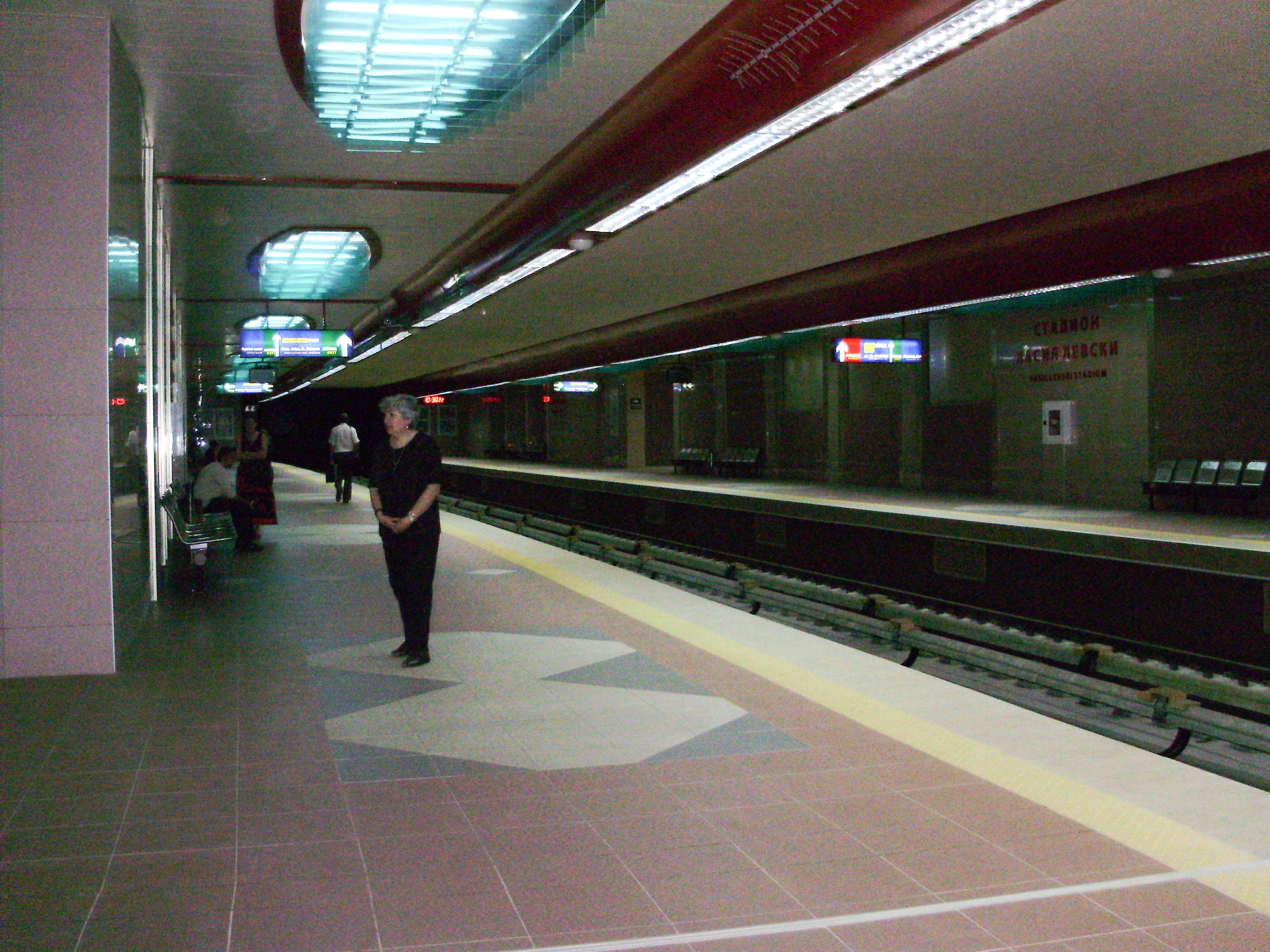
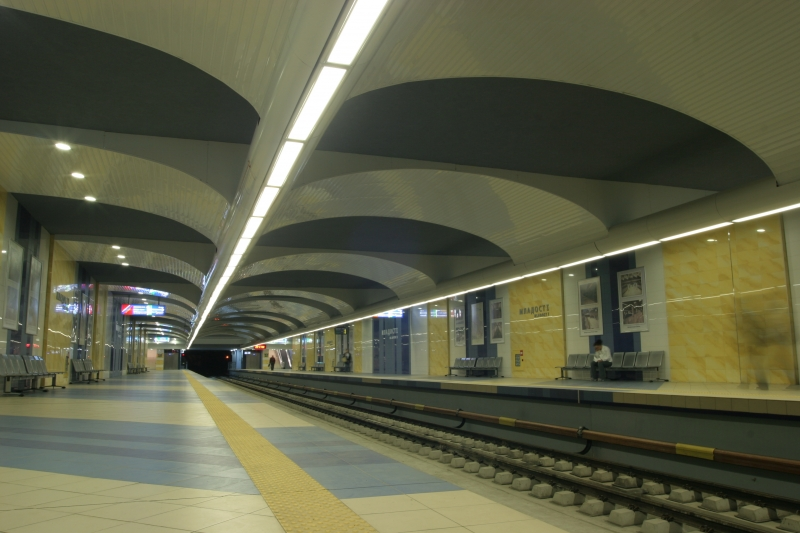
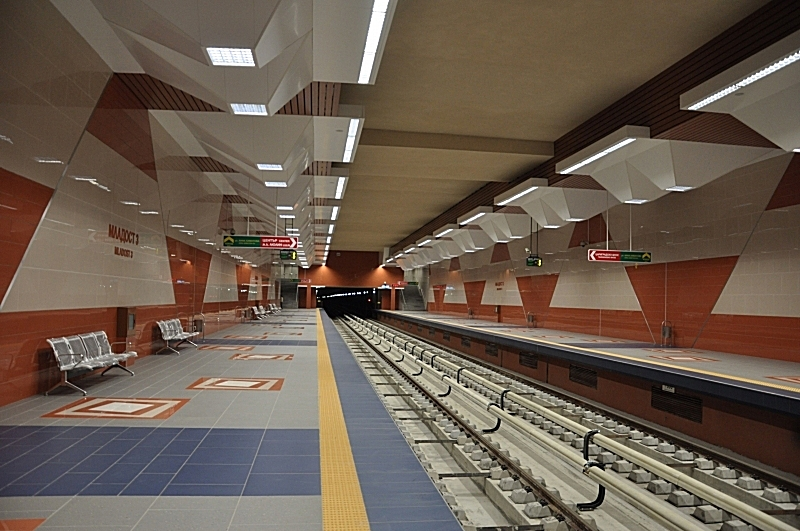
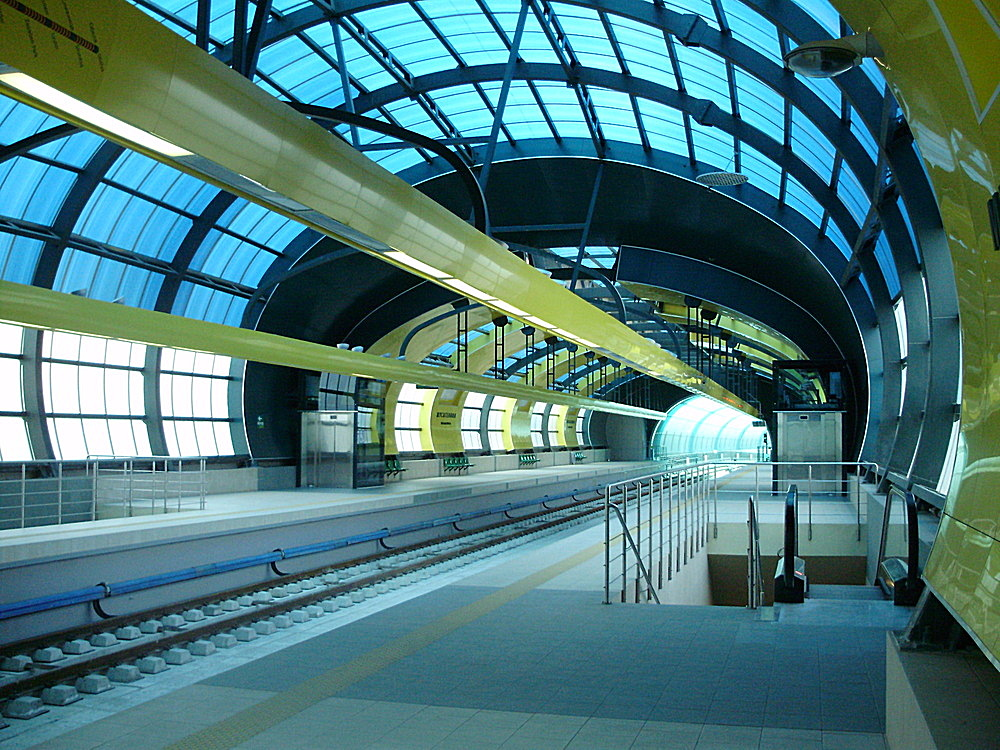

## خط‌ها
| خط | افتتاح      | طول          | ایستگاه‌ها |
| -- | ----------- | ------------ | --------- |
| ‎۱  | ۱۹۹۸        | ۲۸ کیلومتر   | ۲۳        |
| ‎۲  | ۲۰۱۲        | ۱۰٫۶ کیلومتر | ۱۱        |
| ‎۳  | در دست ساخت | ۱۶           | ۱۶        |